# Алі ібн аль-Гасан Ширазі
Алі ібн аль-Гасан Ширазі (*перс. علی بن حسن شیرازی д/н — бл. 990) — засновник султанату Кілва.

## Життєпис
За легендою був одним з семи синів еміра Аль-Гасана з перського Ширазу та наложниці-абисінки. Після смерті батька Алі був вигнаний із спадщини своїми братами. Спочатку прибув до Ормуза, потім намагався оселитися в місті-державі Могадишо. Втім через конфлікт з місцевою елітою залишив місто. Потім біля узбережжя сучасної Танзанії придбав півострів Кілва в місцевого вождя Альмулі за значну кількість тканин. Втім коли останній намагався повернути Кілву, за наказом Алі суходольний перешийок було зруйновано, й Кілва перетворилася на острів. Після цього прийняв статус султана.
Втім ймовірно Алі ібн аль-Гасан належав до впливової торгівельної родини або товариства. Тому більш певним є свідчення, що Алі народився у місті Казерун (частина області Фарс зі столицею в Ширазі), а вже згодом деякий час мешкав і торгував в Ширазі. Намагання прив'язати себе до правителів Ширазі пояснюється спробою взаконити свій статус султана. На той час в Персії, Іраку і Омані правили Буїди. Перебування в Ормузі та Могадишо свідчить про спроби оселитися в цих важливих центрах посередницької торгівлі. Але через конкуренцію місцевих купців Алі напевне цього не зміг посягти.
Зрештою набув ваги у невеличкому поселенні Кілва, що на той час лише підіймалося. Зрештою напевне зумів спочатку стати там найвпливовішим мешканцем, а згодом (близько 956/957 року) захопити владу. Невдовзі приєднав до своїх володінь острів Мафію. Помер близько 990 року. Йому спадкував син Мухаммад I.